# Helvetia santarema
Helvetia santarema är en spindelart som beskrevs av Peckham, Peckham 1894. Helvetia santarema ingår i släktet Helvetia och familjen hoppspindlar. Inga underarter finns listade i Catalogue of Life.